# فاتمير فراشري
فاتمير فراشري (بالألبانية: Fatmir Frasheri‏) هو لاعب كرة قدم ألباني في مركز الدفاع، ولد في 30 نوفمبر 1939 في تيرانا في ألبانيا، وتوفي في 19 يوليو 2019. شارك مع منتخب ألبانيا لكرة القدم. أما مع النوادي، فقد لعب مع بارتيزاني تيرانا ونادي تيرانا.

## وصلات خارجية
- فاتمير فراشري على موقع قاعدة بيانات كرة القدم.إي يو (الإنجليزية)
- فاتمير فراشري على موقع ناشيونال فوتبول تيمز (الإنجليزية)
- فاتمير فراشري على موقع عالم كرة القدم.نت (الإنجليزية)